# Roy Bhaskar
Roy Bhaskar (* 15. Mai 1944 in London; † 19. November 2014 in Leeds) war ein britischer Philosoph, Wissenschaftstheoretiker und Sozialwissenschaftler. Bekannt geworden ist er als Begründer und Vertreter des Critical Realism.

## Akademische Laufbahn
Roy Bhaskar wurde 1944 als Sohn eines indischstämmigen Arztes und einer britischen Krankenschwester in London geboren.
Von 1963 bis 1966 studierte Bhaskar Philosophie, Politikwissenschaft und Ökonomie am Balliol College, Oxford. Danach begann er eine Doktorarbeit über die Relevanz ökonomischer Theorie für Entwicklungsländer, wandte sich schließlich aber der Wissenschaftstheorie zu.
Bhaskar lehrte an mehreren internationalen Universitäten, darunter an Universitäten in Edinburgh, Oxford, Sussex und an der City University London. Zuletzt arbeitete er am Institute of Education der University of London.

## Werk
Bhaskar selbst wie auch viele andere Vertreter des Critical Realism unterscheiden in der Entwicklung von Bhaskars Werk drei Phasen. Im Anschluss an Danermark, Ekström und Karlsson erscheint es aber sinnvoll, noch eine vierte Phase hinzuzufügen:
1. In der ersten Phase erfolgt die Ausarbeitung der Grundlagen des Critical Realism. 1975 erschien sein erstes Hauptwerk A Realist Theory of Science, in dem er eine allgemeine Wissenschaftstheorie, insbesondere mit Blick auf die Naturwissenschaften („transzendentaler Realismus“) entwickelte. In The Possibility of Naturalism (1979) übertrug Bhaskar diese Überlegungen auf die Sozialwissenschaften („Critical Naturalism“). Die Bezeichnungen „Transcendental Realism“ und „Critical Naturalism“ werden im Begriff des „Critical Realism“ zusammengefasst. Anspruch und Ertrag dieser Phase ist eine kritische Auseinandersetzung mit dominanten positivistischen und postmodernistischen Ansätzen der Wissenschaftsphilosophie in den Natur- und Sozialwissenschaften und die Entwicklung eines kohärenten wissenschaftstheoretischen Rahmens für die Sozialwissenschaften, der ausgehend von Grundannahmen des wissenschaftstheoretischen Realismus auch wichtige Einsichten der Gegenposition, des wissenschaftstheoretischen Anti-Realismus aufnimmt.
2. In der zweiten Phase erfolgt eine Erweiterung und Wendung des Critical Realism durch Aspekte der dialektischen Philosophie vor allem im Anschluss an Georg Wilhelm Friedrich Hegel, Karl Marx u. a. („dialectical turn“). Eingeleitet wird diese Phase durch Bhaskars Buch Dialectic: The Pulse of Freedom (1993). Bhaskar bezeichnet seinen Ansatz von nun als „Dialectical Critical Realism“. Unter den Vertretern des Critical Realism wird diese dialektische Wende von einigen kritisch gesehen bzw. abgelehnt.
3. In der dritten Phase vollzieht Bhaskar eine nochmalige Erweiterung und Wendung seines Ansatzes, den er von nun an auch als „Philosophy of MetaReality“ oder als „Transcendental Dialectical Critical Realism“ bezeichnet. Hintergrund ist hier eine kritische Auseinandersetzung mit den Grundlagen der modernen westlichen Philosophie und Wissenschaft in Anbetracht existenzieller planetarischer Krisen und die Beschäftigung mit Konzepten der (fern-)östlichen Philosophie. Als Beginn dieser Phase kann das Buch Bhaskars From East to West (2000) angesehen werden. Der von Bhaskar damit vollzogene „spiritual turn“ wird von den meisten anderen Vertretern des Critical Realism strikt abgelehnt; einige sprechen auch von einem „intellektuellen Selbstmord“, den Bhaskar mit dieser neuerlichen Wendung begangen habe.[7]
4. In einer vierten Phase, in der nicht wie in den vorangegangenen Phasen die (wissenschafts-)philosophische Reflexion und Theorie im Mittelpunkt steht, wendet sich Bhaskar primär der praktischen sozialwissenschaftlichen Forschung zu und interessiert sich vor allem für die Logik konkreter, gegenstandsbezogener Forschung. Basierend auf Forschungen z. B. zu den Themen Behinderung, Bildung, Wissen u. a. entwickelt Bhaskar in dieser Zeit vor allem Überlegungen zur Notwendigkeit interdisziplinärer Forschung und zum möglichen Beitrag von Wissenschaft und Forschung zu humanitärem Fortschritt, sozialer Teilhabe, menschlichem Wohlbefinden und gesellschaftlicher Wohlfahrt. Als Hauptwerk dieser Phase kann das nach Bhaskars Tod herausgegebene Buch Interdisciplinarity and Wellbeing: A Critical Realist General Theory of Interdisciplinarity gelten.[8]

Einen guten Einblick in die Entwicklung von Bhaskars Werk wie auch dessen Diskussion und Weiterentwicklung durch andere Vertreter des Critical Realism bietet der 1998 gemeinsam mit anderen Autoren herausgegebene Sammelband Critical Realism: Essential Readings. Das 2016 posthum erschienene Buch Enlightened Common Sense. The Philosophy of Critical Realism beruht, wie die Herausgeberin Mervyn Hartwig im Vorwort anmerkt, auf einem weitestgehend von ihm selbst fertiggestellten Manuskript Bhaskars, das er zuletzt am 30. Dezember 2013 bearbeitete, bevor er am 19. November 2014 verstarb. Es bietet eine komprimierte und gut lesbare von Bhaskar selbst zu Lebzeiten verfasste Gesamtübersicht und Reflexion seines Werks.

## Schriften
- A Realist Theory of Science. Verso, London 1997 [1975], ISBN 1-85984-103-1.
- The Possibility of Naturalism. 3. Auflage. Routledge, London 1998 [1979], ISBN 0-415-19874-7.
- Scientific Realism and Human Emancipation. Verso 1987, London.
- Reclaiming Reality: A Critical Introduction to Contemporary Philosophy. Verso, London 1989, ISBN 0-86091-951-X.
- Philosophy and the Idea of Freedom. Blackwell 1990, London.
- Dialectic: The Pulse of Freedom. Verso, London 1993, ISBN 0-86091-583-2.
- Plato, etc.: The Problems of Philosophy and Their Resolution. Verso, London 1994, ISBN 0-86091-649-9.
- Reflections On Meta-Reality: A Philosophy for the Present. Sage, New Delhi 2002, ISBN 0-7619-9691-5.
- zus. mit Hartwig, Mervyn: The Formation of Critical Realism. A Personal Perspective. Routledge, London 2010, ISBN 978-0-415-45503-9.
- Enlightened Common Sense. The Philosophy of Critical Realism, Abingdon, New York 2016, ISBN 978-0-415-58378-7